# Uyugan
Uyugan ist eine Stadtgemeinde in der philippinischen Provinz Batanes. Die Gemeinde liegt im Südosten der Insel Batan. Am 1. August 2015 hatte sie 1297 Einwohner.
Uyugan ist in die folgenden vier Baranggays aufgeteilt:
- Kayvaluganan
- Imnajbu
- Itbud
- Kayuganan